# Uloška buna
Uloška buna je bila buna u istočnoj Hercegovini. Izbila je zimi 1881. na 1882. godinu.
Kad su nakon austro-ugarskog zaposjedanja BiH novi gospodari počeli novačiti mladiće iz BiH, Hercegovci su digli novi ustanak. Buntovna narav Pera Tunguza nije izdržala pa se priključio ustanku bez obzira na pozive knjaza neka Hercegovci miruju. Tunguz je do ustanka bio sa svojom hajdučkom četom stavio se u službu Austro-Ugarske kao dio pandurskog korpusa. Sa svojim pandurima nalazio se u postaji u Ulogu. Ona je prva napadnuta 11. siječnja 1882. godine. Pomažući ustanicima "iznutra", uspio je privoliti posadu na predaju. Nakon ovoga se Tunguz aktivno uključio u ustanak i postao jedan od njegovih vođa. U uloškoj buni je sudjelovalo i srpsko i muslimansko stanovništvo. Ustanak je službeno je ugušen 22. travnja 1882. godine. Zbog širenja na okolne kotare austro-ugarska vlast je to ugušila i pobunjenici su na Morinama doživjeli težak poraz. Vođe ustanka su prebjegle u Crnu Goru gdje su uhićeni i internirani.